# 大森本町
大森本町（日语：／ Ōmori-honchō */?）是東京都大田區的地名，現行行政町名為大森本町一丁目與大森本町二丁目。人口有8,311人（2013年8月1日）。郵遞區號143-0011。

## 地理
位於大田區東北部。北鄰品川區南大井，東接大田區平和島、大田區平和之森公園，南部約以環七通為界，接大田區大森東，西至第一京濱，接大田區大森北。幹線道路沿線可見高層建築，其他地區為住宅區。

## 歷史
1964年（昭和39年）實施新住居表示，大森一丁目、入新井一丁目各一部分合併為現行的大森本町。

### 地名由來
「大森本町」是住居表示施行時所訂定。雖然稱為「本町」，但這裡並不是大森的發源地。

## 交通
本地沒有鐵路車站，西部第一京濱旁有京急本線通過。北部可利用大森海岸站，南部可利用平和島站。此外還可利用行經大森站的巴士路線。

## 設施
- 大田區立大森第五小學校
- 大田區立大森運動中心
- 美原通（ミハラ通り）商店街

## 備註
1. ↑  .   [2013-08-18]. （原始内容存档于2014-02-18）.